# Daniela Polzin
Daniela Duque Estrada Polzin (Rio de Janeiro, 4 de março de 1979) é uma judoca  aposentada brasileira, além de comentarista esportiva e arquiteta.
Ganhou a medalha de ouro nos Jogos Pan-americanos de 1999 em Winnipeg, e conquistou a vaga olímpica para o Brasil em sua categoria. Apontada como favorita para ir aos Jogos de Sydney 2000, teve uma hérnia de disco e não pôde participar da seletiva.
Representou o Brasil nos Jogos Olímpicos de Atenas em 2004. Em 2007, foi medalhista de prata, nos Jogos Pan-Americanos do Rio, e bronze na Copa do Mundo de Viena. Em 2010, se graduou na Formação Militar Naval e Treinamento Físico-Militar da Marinha do Brasil. Desde 2013, é comentarista de judô pelo canal SporTV.
Além do judô, Polzin se formou em arquitetura na Universidade Gama Filho em 2004, e após sua aposentadoria dos tatames desenhou diversos centros de treinamento para o Comitê Olímpico Brasileiro.